# 5740 Тотомі
5740 Тотомі (5740 Toutoumi) — астероїд головного поясу, відкритий 29 листопада 1989 року.
Тіссеранів параметр щодо Юпітера — 3,336.
Названо на честь Тотомі (яп. とうとうみ(遠江) то:то:мі).